# 岡浩

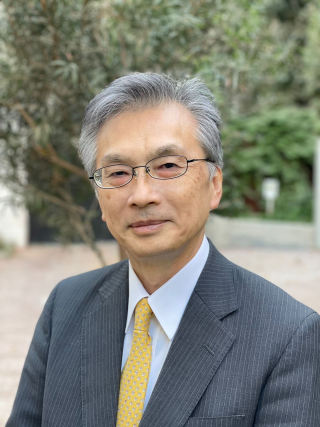
外務省より公表された公式肖像画像

岡 浩（おか ひろし、1959年〈昭和34年〉1月11日 - ）は、日本の外交官。2017年（平成29年）7月から、外務省中東アフリカ局長。2019年（令和元年）10月から駐マレーシア特命全権大使。2021年（令和3年）10月8日から駐エジプト特命全権大使。

## 経歴・人物
愛媛県出身。1981年（昭和56年）東京大学法学部第2類（公法コース）在学中に外務公務員採用上級試験に合格する。1982年（昭和57年）東大法学部を卒業して、外務省に入省する。外務省入省後、エジプトとシリアに語学研修（アラビア語）のため留学する。
- 1998年（平成10年）7月 外務事務次官秘書官
- 1998年（平成10年）10月 北米局北米第二課企画官
- 1999年（平成11年）8月 総合外交政策局科学原子力課国際科学協力室長
- 2000年（平成12年）10月 在英国日本国大使館参事官
- 2001年（平成13年）11月 在ニューヨーク総領事館領事
- 2003年（平成15年）8月 中東アフリカ局中東第一課長
- 2005年（平成17年）7月 在サウジアラビア日本国大使館公使
- 2008年（平成20年）8月 駐英公使
- 2011年（平成23年）8月 外務省大臣官房危機管理担当参事官兼領事局参事官兼アジア大洋州局南部アジア部参事官
- 2012年（平成24年）8月 中東アフリカ局参事官
- 2012年（平成24年）9月 中東アフリカ局審議官
- 2014年（平成26年）7月 国際情報統括官
- 2016年（平成28年）7月 トルコ駐箚特命全権大使[1]
- 2017年（平成29年）7月 中東アフリカ局長[2][3]
- 2019年（令和元年）10月2日 マレーシア駐箚特命全権大使[4]
- 2021年（令和3年）10月8日 駐エジプト特命全権大使[5]

## 同期
- 秋葉剛男（21年国家安全保障局長・18年外務事務次官）
- 伊藤伸彰（16年ウズベキスタン大使）
- 斎木尚子（17年外務省研修所長・15年国際法局長）
- 嶋崎郁（20年ヨルダン大使・17年チェコ大使）
- 能化正樹（21年駐スウェーデン大使・18年駐エジプト大使）
- 髙岡望（21年カメルーン大使）
- 髙瀨寧（21年ラトビア大使・17年メキシコ大使・14年中南米局長）
- 林肇（20年英国大使・19年内閣官房副長官補・17年ベルギー大使）
- 引原毅（19年ウィーン代表部大使・15年ラオス大使）
- 藤村和広（22年フィンランド大使・18年キューバ大使）
- 星山隆（22年ボツワナ大使）
- 柳秀直（20年ドイツ大使・17年ヨルダン大使）
- 新井辰夫（18年セネガル大使・15年ジブチ大使）
- 岩藤俊幸（17年ジンバブエ大使）
- 倉光秀彰（21年モロッコ大使・18年コートジボワール大使）
- 中山泰則（20年ギリシャ大使）
- 平木塲弘人（18年外務省研修所副所長）
- 山田淳（2021年カザフスタン大使・2018年アルメニア大使）
- 山本条太（21年オマーン大使・19年関西担当大使・16年フィンランド大使）
- 松田邦紀（2021年ウクライナ大使・2018年パキスタン大使）